# Rue Romy-Schneider
La rue Romy-Schneider est une voie du 18e arrondissement de Paris, en France.

## Situation et accès

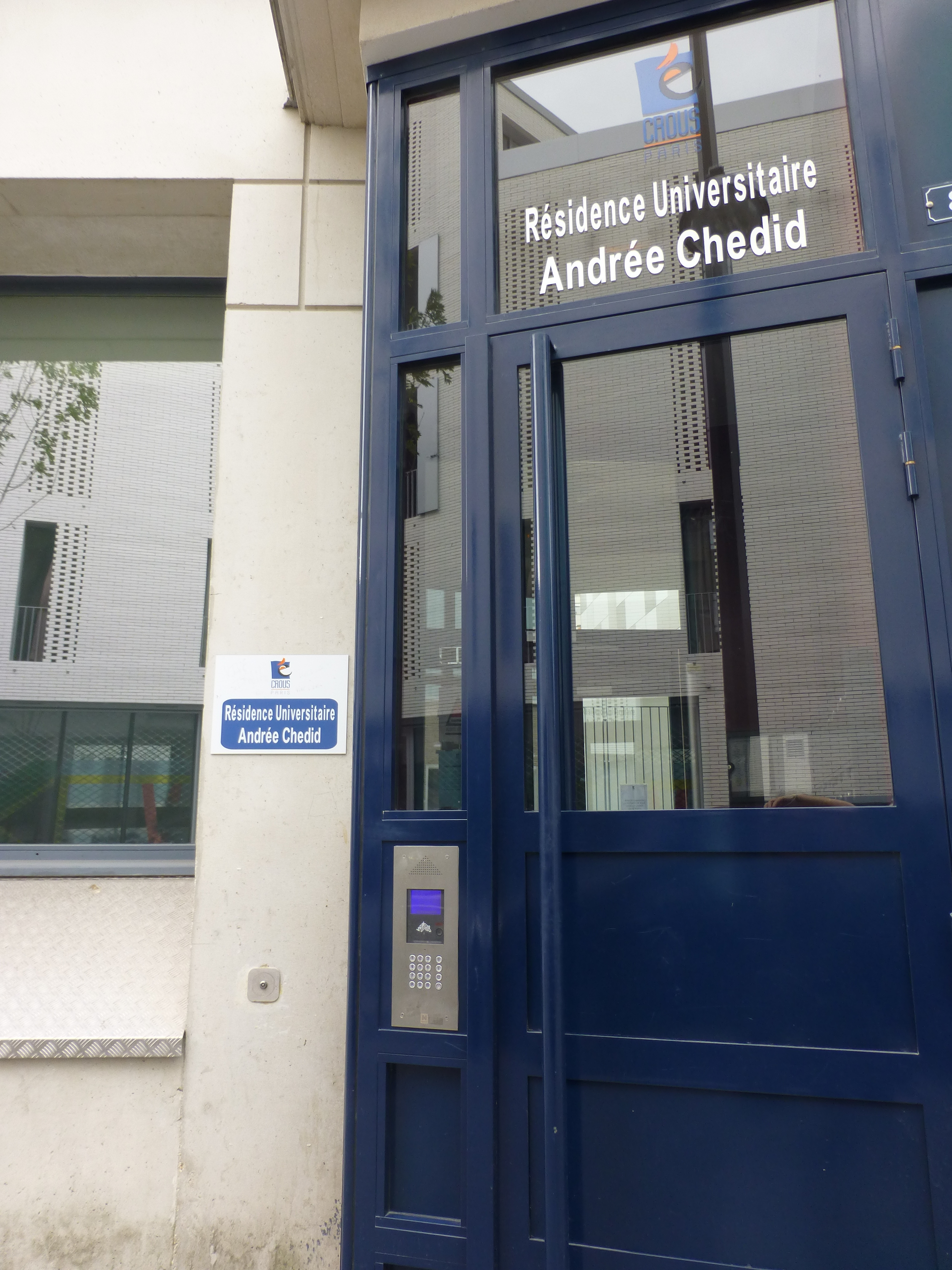
No 8 : résidence universitaire Andrée Chedid.

La rue Romy-Schneider est une voie publique située dans le nord-ouest du 18e arrondissement de Paris. 
L'arrêt de métro La Chapelle, sur la ligne 2, est accessible au sud de la rue Romy-Schneider. Au nord, la station la plus proche est Marx Dormoy, sur la ligne 12.

## Origine du nom

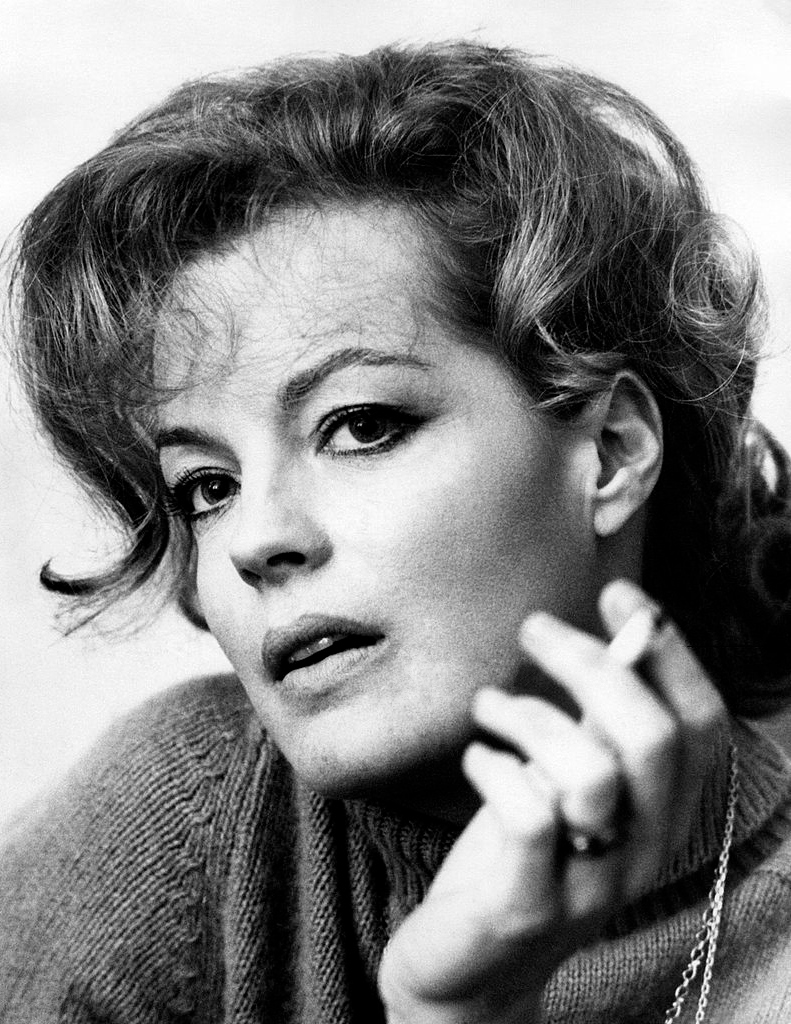
Romy Schneider en 1973.

Elle doit son nom à l'actrice allemande naturalisée française Romy Schneider (1938-1982).

## Historique
La voie est créée sous le nom provisoire de « voie CG/18 »  lors des travaux de la ZAC Pajol, en même temps que l'esplanade Nathalie-Sarraute, située de l'autre côté de la rue Pajol et elle prend sa dénomination actuelle en 2013,.